# Tycomarptes adami
Tycomarptes adami är en fjärilsart som beskrevs av François Louis Nompar de Caumont de Laporte 1974. Tycomarptes adami ingår i släktet Tycomarptes och familjen nattflyn. Inga underarter finns listade i Catalogue of Life.